# Poteau sur sole

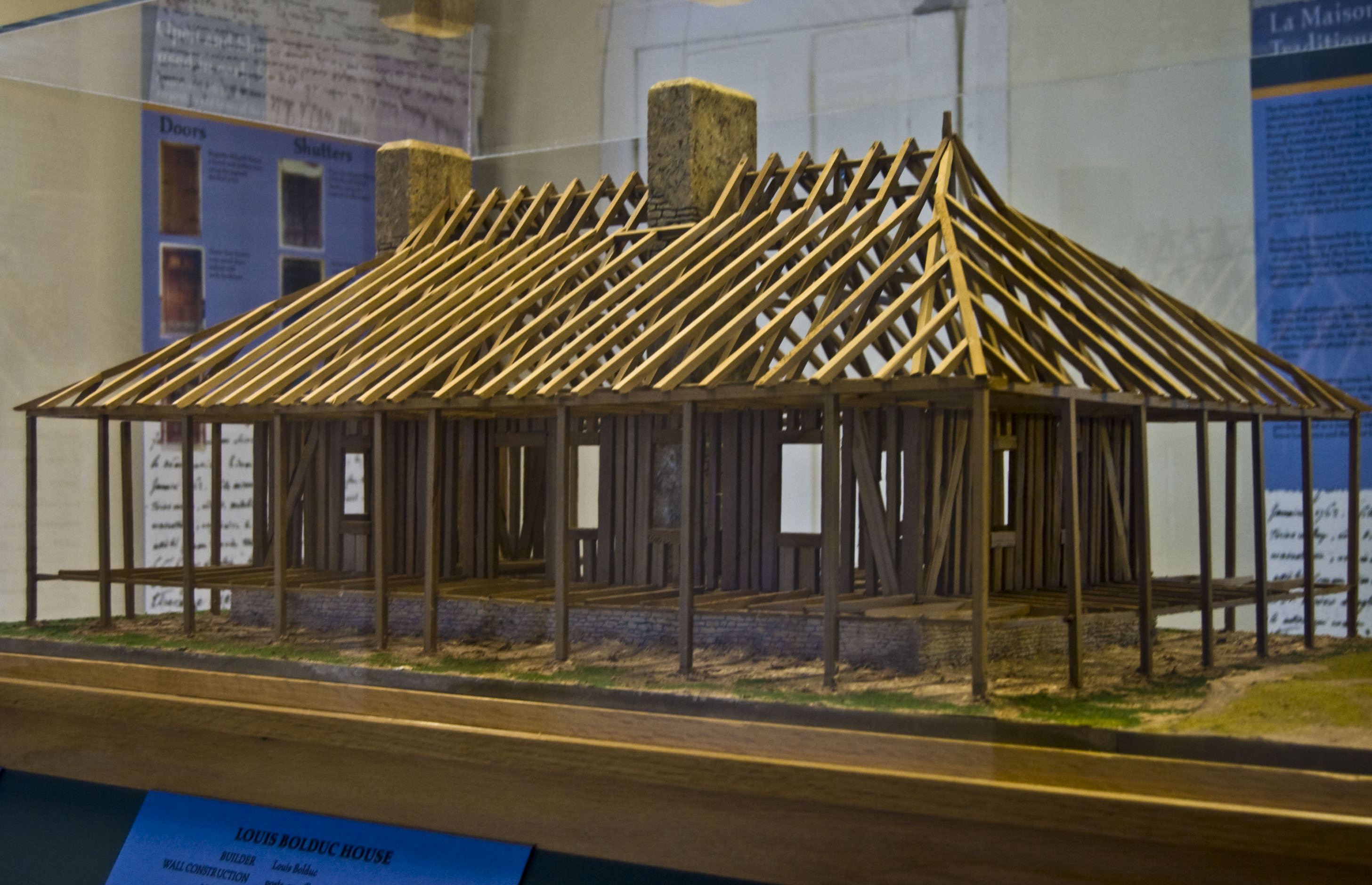
Structure mixte d'une maquette de maison typique de Sainte-Geneviève dans le Missouri construite avec les techniques du poteau sur sole et du poteau en terre.

Le poteau sur sole est une technique de construction de l'architecture du XVIIIe siècle en Louisiane française et en Nouvelle-France (Acadie et Canada). Il est né par adaptation aux sols mous du poteau en terre suffisant pour les fondations en sol ferme.
Le procédé consiste à établir les fondations sur une sole ou un radier de bois ou de brique s'opposant à l'enfoncement du bâtiment dans le sol manquant de fermeté. Cette base est ensuite hourdis de boue et paille séchées (bousillage) ou de briques et de pierres (pierrotage). Les poteaux forment ainsi une plate-forme résistante sur laquelle reposent d’autres éléments tels que des poteaux de structure.
Cette technique fut employée dès 1702 lors de l'établissement des colons français sur le site de la future ville de Mobile, Alabama, autour du Fort Louis de la Louisiane. Il s'est ensuite répandu dans le reste de la Louisiane française ainsi qu'en Acadie, puis diffusé par les Canadiens français et métis au Québec et dans l'Ouest canadien.

## Technique
La technique poteau sur sole se différenciait de la technique poteau en terre par l'ajout d'une pièce de bois horizontale, la sole. Cette dernière pouvait être assise sur un sommier de roche ou tout simplement enterrée. On plaçait sur cette dernière un mur de pieux verticaux sur lesquels on plaçait une sablière à l'horizontale pour la solidité de l'ensemble. Pour en assurer la solidité on fait des rainures sur la sole et la sablière pour recevoir le tenon des pieux. Il est aussi important que les pieux soient retenus ensemble par des liens horizontaux. Dans ce dernier cas, ils sont posés d'aplomb sur la sole.

## Maisons traditionnelles avec poteau sur sole

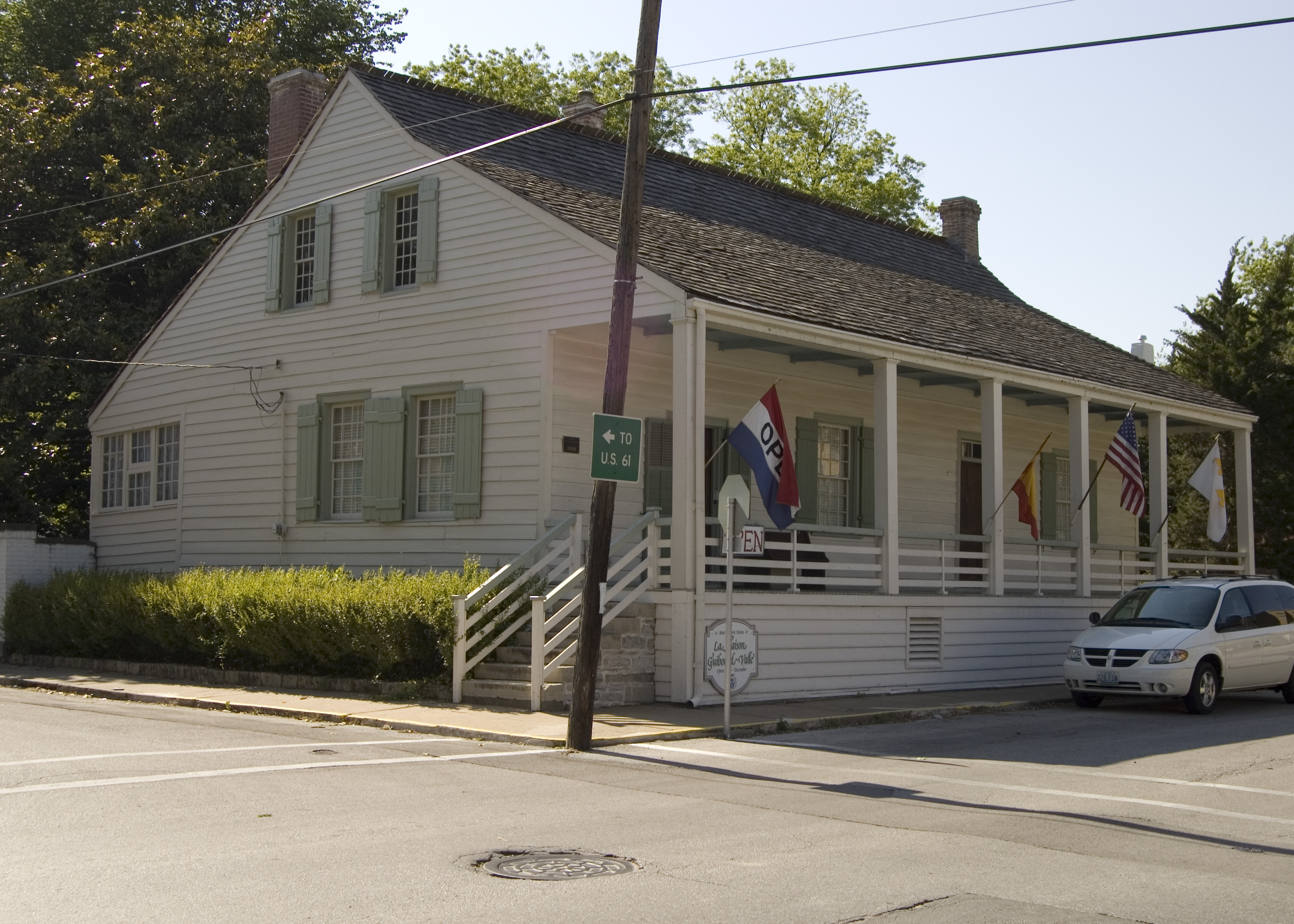
La maison de Jacques Guibourd, à Sainte-Geneviève (Missouri) (1806)
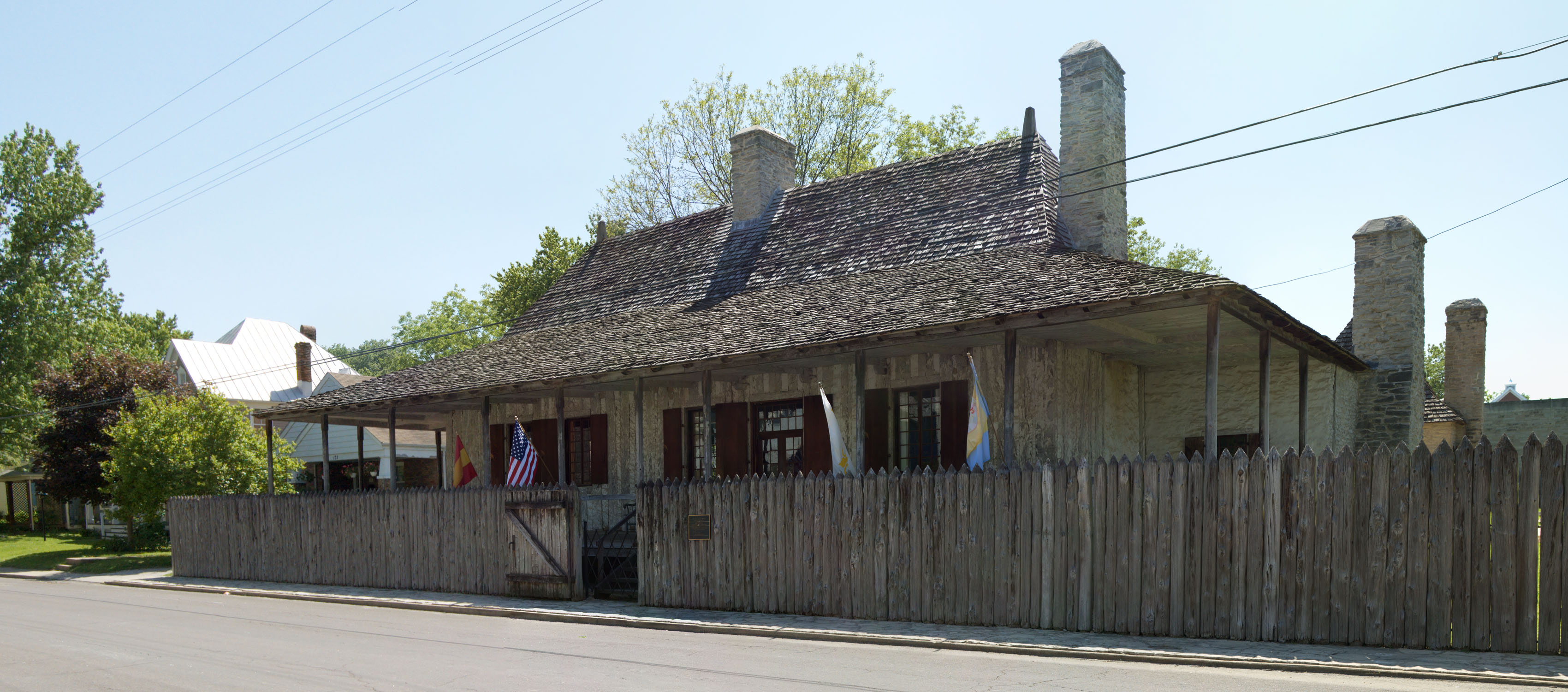
La maison Louis Bolduc à Sainte-Geneviève (1792)
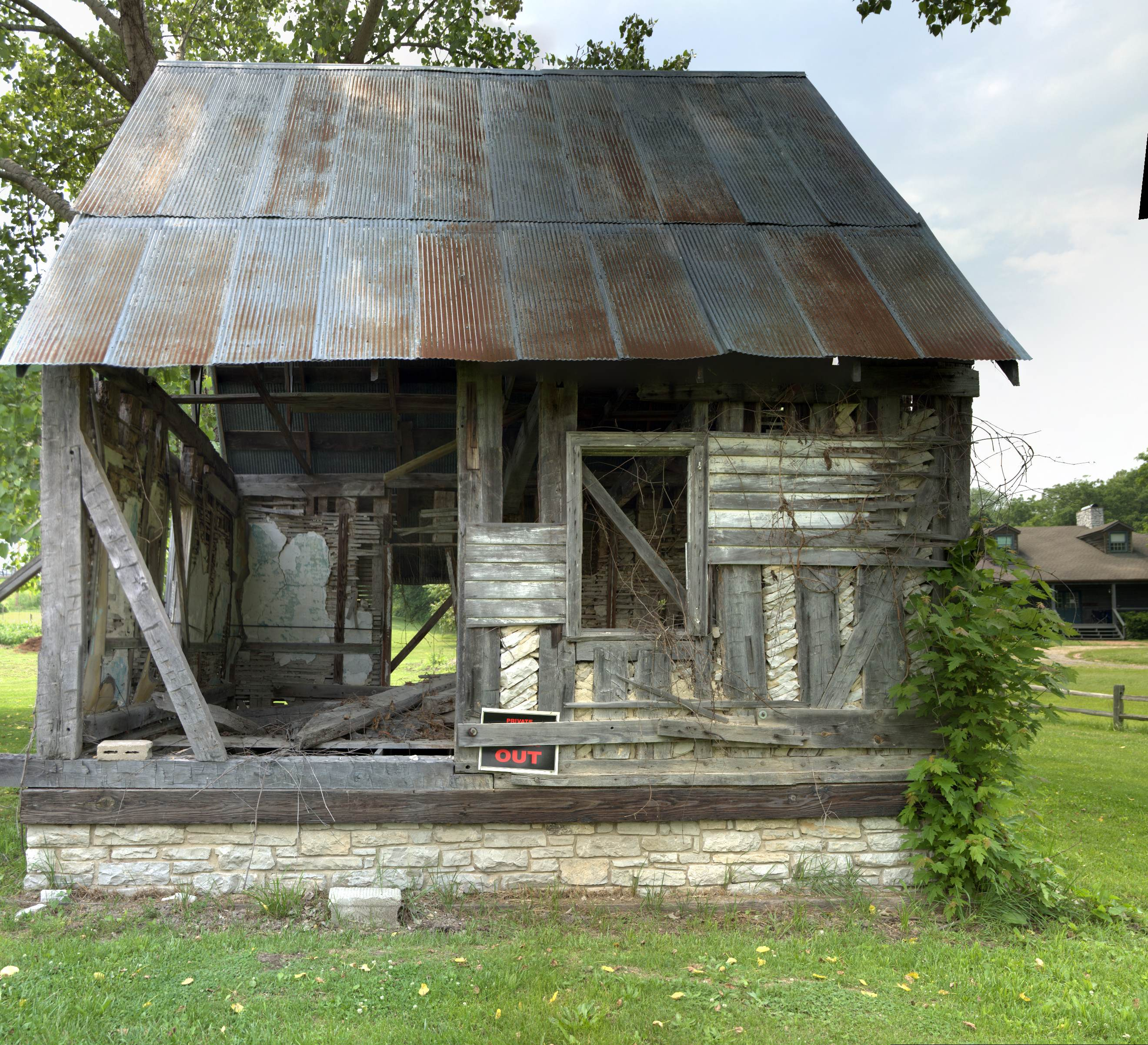
La cabane Durant à Sainte-Geneviève
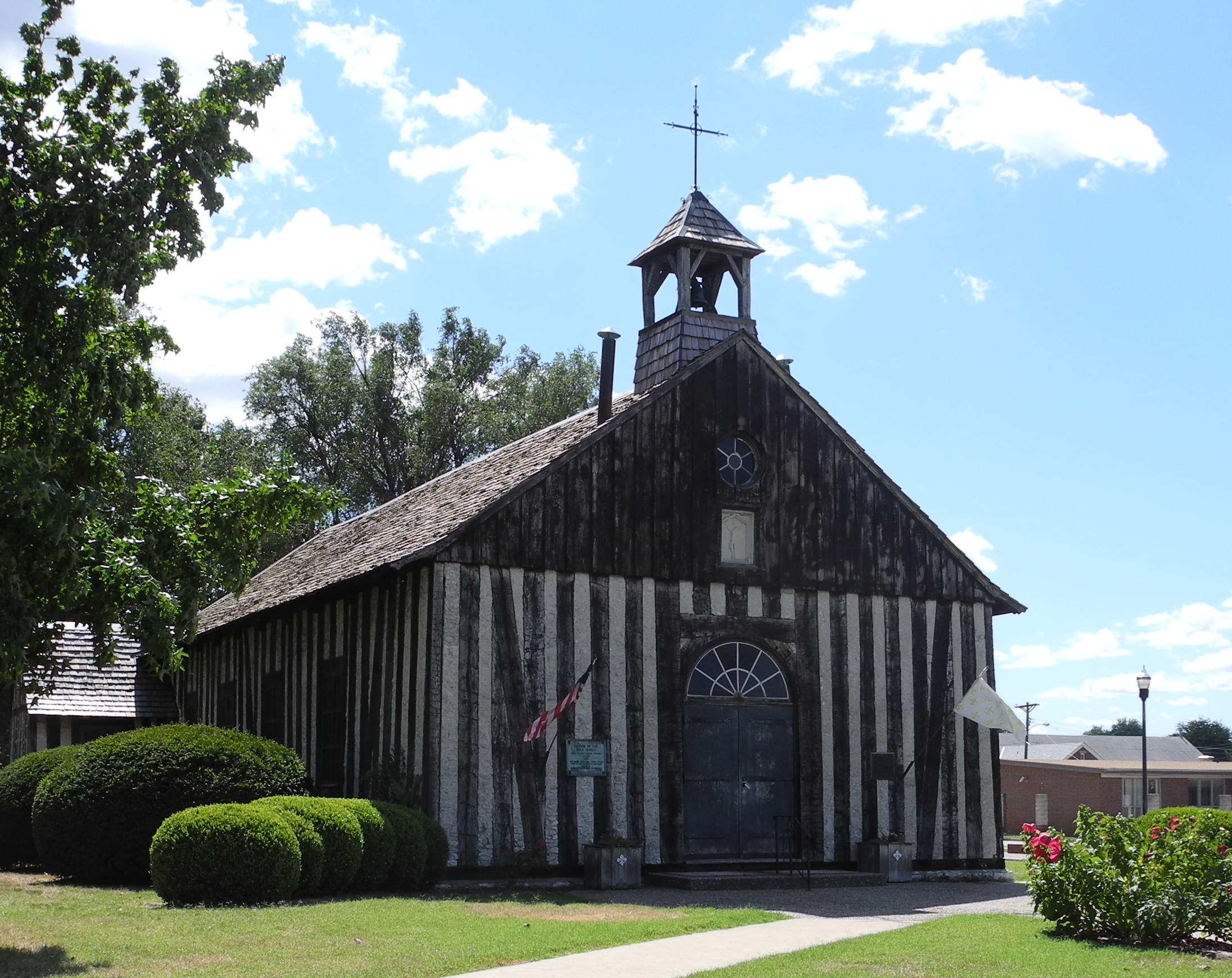
Église de la Sainte-Famille de Cahokia (1699)